# Руднево (Узловский район)
Руднево — посёлок станции в Узловском районе Тульской области России.
В рамках административно-территориального устройства относится к Майской сельской администрации Узловского района, в рамках организации местного самоуправления входит в сельское поселение Каменецкое.

## География
Посёлок находится в восточной части Тульской области, в лесостепной зоне, при железнодорожной линии Узловая-1 — Бобрик-Донской, на расстоянии примерно 2 километров (по прямой) к востоку от города Узловая, административного центра округа. Абсолютная высота — 231 метр над уровнем моря.

### Климат
Климат характеризуется как умеренно континентальный, с умеренно холодной снежной зимой и тёплым летом. Среднегодовая многолетняя температура воздуха составляет 4,7 °С. Абсолютный минимум температуры воздуха холодного периода составляет −42 °C; абсолютный максимум тёплого периода — 38 °C. Среднегодовое количество атмосферных осадков составляет 585 мм, из которых большая часть (более 70 %) выпадает в период с апреля по октябрь. Снежный покров держится в течение 130 дней. Среднегодовая скорость ветра составляет 3,6 м/с.

### Часовой пояс
Посёлок Руднево, как и вся Тульская область, находится в часовой зоне МСК (московское время). Смещение применяемого времени относительно UTC составляет +3:00.

## Население
| 2010 |
| ---- |
| 8    |